# Политическая философия Хо Ши Мина
Мысль Хо Ши Мина или Идеология Хо Ши Мина (вьетнамский: Tư tưởng Hồ Chí Minh) — политическая философия, основанная на марксизме-ленинизме и идеологии Хо Ши Мина. Впервые она была формализована Коммунистической партией Вьетнама в 1991 году. «Идея Хо Ши Мина» — это широкий термин для обозначения политических теорий и политики, которые, по мнению их сторонников, представляют марксизм-ленинизм, адаптированный к условиям Вьетнама и конкретному времени периоды. Идеология включает взгляды на основные вопросы Вьетнамской революции, в частности, на применение и развитие марксизма-ленинизма в материальных условиях Вьетнама. Содержание мысли Хо Ши Мина было систематизировано и разработано Коммунистической партией Вьетнама. Коммунистическая партия Вьетнама определяет марксизм-ленинизм и мысль Хо Ши Мина как руководство для всех действий и побед вьетнамской революции. Идея Хо Ши Мина, хотя и названа в честь вьетнамского революционера и президента, не обязательно отражает идеологию Хо Ши Мина, скорее, мысль Хо Ши Мина относится к официальной идеологии Коммунистической партии Вьетнама.

## Истоки
На мысль Хо Ши Мина оказали влияние вьетнамская культура, Французская революция и марксизм-ленинизм. Подобно маоизму, в основе мысли Хо Ши Мина лежит то, что крестьянство является революционным авангардом в доиндустриальных обществах, а не пролетариат.
Мысль Хо Ши Мина уходит своими корнями в:
- марксизм-ленинизм
- традиционную вьетнамскую идеологию и культуру
- Восточную культурную мысль: конфуцианство, буддизм
- западные идеологии, особенно французские и американская политическая философия
- личная мораль Хо Ши Мина

### Влияниеконфуцианства
Хо Ши Мин, сын конфуцианского ученого, изучал конфуцианство на протяжении всей своей жизни. жизни и был резким критиком конфуцианской этики и идеалов. Несмотря на эту публичную критику, ученые утверждали, что конфуцианство остается частью как личной идеологии Хо Ши Мина, так и идеи Хо Ши Мина, утверждая, что конфуцианская мораль и принцип самосовершенствования являются центральной частью платформы партии и её идей. идеология мысли Хо Ши Мина. Коммунистическая партия отвергает это, утверждая, что это предложение является искажением исторических данных как о Хо Ши Мине, так и о Коммунистической партии Вьетнама.
Подводя итоги 30 лет изучения конфуцианства, Хо Ши Мин сделал вывод:
Hc thuyết của Khổng Tử có u điểm của nó là sự tu dưỡng đạo c cá nhân. Tôn giáo Giêsu có u điểm của nó là lòng nhân ái cao cả. Chủ nghĩa Mác có u iểm của nó là phương pháp làm việc biện chứng. Chủ nghĩa Tôn Dật Tiên có ưu điểm của nó, chính sách của nó phù hợp với điều kiện nước ta. Khng Tử, Giêsu, Mác, Tôn Dật Tiên chẳng có những ưu iểm chung đó sao? Họ đều muốn mu hạnh phúc cho mọi người, mưu phúc lợi cho xã hội.
Ню хом най хо кон сонг трэн цыи đờи най, ну ху хап ли мộт ч t, тои тин рằнг хấ нхấт анх чунг сонг вớи нхау рấт хоан м нх нхữнг нгườи би бун. Tôi cố gắng làm người học trò nhỏ của các vị ấy.
Доктрина Конфуция имеет преимущество в личном нравственном совершенствовании. Преимущество религии Иисуса в великой доброте. Марксизм имеет преимущество диалектического метода. У постулатов Сунь Ят-сена есть свои преимущества, его политика соответствует условиям нашей страны. Конфуций, Иисус, Маркс, Сунь Ят-сен, какое общее у них общее преимущество? Все они хотят счастья для всех, стремясь к благополучию общества. Если бы они все ещё были живы в этом мире сегодня, если бы они собрались вместе, я верю, что они определённо жили бы вместе, как близкие друзья. Я стараюсь быть их маленьким учеником.

## Идеология
Идеология Хо Ши Мина, кодифицированная Коммунистической партией Вьетнама, описывает следующее как ядро идеологической системы мысли Хо Ши Мина:
- Национальное освобождение, классовое освобождение, освобождение человека;
- Национальная независимость;
- Национальное единство;
- Народная собственность, построение истинного Государства народа народом для народа;
- Национальная оборона всех людей, строительство вооруженных сил народа;
- Экономическое и культурное развитие, постоянное улучшение материальной и духовной жизни людей;
- Потребности революционной этики, бережливость, порядочность, праведность и беспристрастность ;
- Позаботьтесь о воспитании революционных поколений в следующей жизни;
- Создание чистой, сильной партии, кадров и членов партии, которые одновременно являются лидерами и верными слугами народа.

Центральное место в Идея Хо Ши Мина заключается в важности того, чтобы Коммунистическая партия была центром национально-освободительного движения. Мысль Хо Ши Мина утверждает, что революционное насилие и гуманитарный мир диалектически противоположны друг другу, однако синтез их конфликта неизбежно приведет к сохранению мира, независимости и национального освобождения.
Связанный с социализмом и экономикой, Хо Мысль Чи Мина подробно описывает следующее о социалистическом строительстве и характеристиках социалистического общества и экономики:
- Социализм — это общество с высокоразвитой производственной силой, связанное с прогрессивным развитием науки — техники и культуры, богатой и сильной страной..
- Осуществление права собственности рабочих на средства производства и реализация принципа распределения труда.
- A диктатура пролетариата, основанная на единстве промышленных, сельскохозяйственных и интеллектуальных рабочих под руководством Коммунистическая партия.
- Социалистическое общество имеет систему социальных отношений, которая является здоровой, справедливой и равной, без противостояния интеллекта. обычный и ручной труд, а также между городскими и сельскими районами.

Мы должны развивать государственный сектор экономики, чтобы создать материальную основу для социализма и продвигать социалистические реформы.
— Хо Ши Мин
Мысль Хо Ши Мина подчеркивает постепенный переход к социализму. Подобно Социализму с китайскими особенностями, мысль Хо Ши Мина делает акцент на роли развития производительных сил в развитии социализма. По словам Хо Ши Мина, в период перехода к социализму вьетнамская экономика описывалась как сильно устаревшая аграрная экономика, которая ещё не претерпела капиталистического развития. В частности, Хо Ши Мин обратил особое внимание на фундаментальное противоречие переходного периода — противоречие между высокими потребностями развития страны и социально-экономическим положением рабочего класса. Мысль Хо Ши Мина также подчеркивает важность изучения опыта других социалистических стран в построении социализма и использования всей международной помощи и сотрудничества.
В то время как Хо Ши Минь поддерживал позицию, что Вьетнам вступил в стадию Переходя к социализму в 1954 году, он считал, что Вьетнам все ещё остается «демократическим режимом, в котором хозяевами являются люди», а не социалистическим. Для достижения социалистической стадии развития чрезвычайно важным было развитие государственного сектора, отсутствие которого, по мнению Хо Ши Мина, привело бы к провалу. В платформе 11-го Национального Конгресса, состоявшегося в январе 2011 года, говорилось: "Это глубокий и основательный революционный процесс и сложная борьба между старым и новым за качественные изменения во всех аспектах общественной жизни. необходимо пройти длительный переходный период с несколькими этапами развития и несколькими смешанными социальными и экономическими структурами".
По словам генерального секретаря партии Нгуен Фу Чонг, при переходе к социализму социалистические факторы развития конкурируют с несоциалистическими факторами, в том числе капиталистическими. Нгуен сказал: "Наряду с положительными аспектами всегда будут существовать отрицательные аспекты и проблемы, которые необходимо рассматривать с умом и решать своевременно и эффективно. Это трудная борьба, требующая духа, свежего видения и творчества. Путь к социализму — это процесс постоянной консолидации и усиления социалистических факторов, чтобы сделать их более доминирующими и необратимыми. Успех будет зависеть от правильной политики, политического духа, лидерских качеств и боевой силы партии ".

## Нравственность
Уникальным аспектом мысли Хо Ши Мина является упор на личную мораль и этику. Личные ценности Хо Ши Мина регулярно поддерживаются партией, и членов партии учат служить примером личных ценностей Хо Ши Мина: придерживаться стандартов трудолюбия, бережливости, порядочности, честности, общественного духа и самоотверженности в служении стране и миру. люди. Центральное место в морали Хо Ши Мина занимает скромный и нематериальный образ жизни, посвященный коллективному благу и продвижению социализма и самоопределения. Хо Ши Мин писал о морали на протяжении всей своей жизни и часто критиковал индивидуализм, например, в своем коротком эссе «Поднимите революционную этику», «Устранение индивидов». Личные ценности Хо Ши Мина являются обязательной частью школьной программы во Вьетнаме.

## Развитие
На Седьмом Национальном Конгрессе Коммунистической партии Вьетнама, проходившем в Ханое в 1991 году было установлено, что марксизм-ленинизм и мысль Хо Ши Мина лежат в основе идеологии партии. После этого конгресса «Мысль Хо Ши Мина» преподается во всех университетах в качестве обязательного предмета для всех студентов всех дисциплин. Формальное обучение — и обсуждение между экспертами — для этого курса началось в 1997 году в Ханойском университете.
Отечественные исследователи и товарищи Хо Ши Мина написали много работ по мысли Хо Ши Мина, таких как «Понимание некоторых вопросов в Хо Ши Мине». мысль (1982) Ле Мау Хана. ; Исследование мысли Хо Ши Мина (1993) авторов Института Хо Ши Мина; Мир изменился, но мысли Хо Ши Мина (1991), мысли Хо Ши Мина (1993), мыслительные процессы формирования и развития Хо Ши Мина (1993), мысли Хо Ши Мина и пути Вьетнамской революции (1997) Во Нгуен Зиап ; Основные представления о Хо Ши Мине мысли (1998) о Фам Ван Донге; Формирование идеологии Хо Ши Мина (1997) Тран Ван Гиау; От традиционного мышления к мысли Хо Ши Мина (1998) Хоанг Тунг.